# Puchar Islandii w piłce siatkowej mężczyzn (2009/2010)
Puchar Islandii w piłce siatkowej mężczyzn 2009/2010 (oficjalnie Bridestonebikarinn 2009/2010) – 36. sezon rozgrywek o siatkarski Puchar Islandii. Zainaugurowane zostały 28 listopada 2009 roku i trwały do 14 marca 2010 roku. Brały w nich udział kluby z 1. deild i 2. deild.
Rozgrywki składały się z trzech rund. W pierwszej rundzie drużyny podzielone zostały na dwie grupy (A i B), w każdej po trzy zespoły. Zwycięzcy grup uzyskiwali automatyczny awans do półfinałów, natomiast pozostałe drużyny rywalizowały w drugiej rundzie systemem każdy z każdym (po jednym meczu). Do półfinału awans uzyskały dwie najlepsze drużyny. Mecze w dwóch pierwszych rundach grane były do dwóch wygranych setów.
Turniej finałowy odbył się w dniach 13-14 marca 2010 roku w Laugardalshöll w Reykjavíku. Puchar Islandii zdobył zespół KA, pokonując w finale Stjarnan.

## Drużyny uczestniczące
| Mikasa deild 4 drużyny | Mikasa deild 4 drużyny |
| ---------------------- | ---------------------- |
| HK                     | półfinał               |
| KA                     | zwycięstwo             |
| Stjarnan               | finał                  |
| Þróttur Reykjavík      | półfinał               |

| 2. deild 4 drużyny  | 2. deild 4 drużyny |
| ------------------- | ------------------ |
| Hamar               | druga runda        |
| Hrunamenn           | druga runda        |
| Þróttur Neskaupstað | druga runda        |
| UMFG                | druga runda        |

## Pierwsza runda
- Miejsce: Fylkishöll 1-4, Reykjavík
- Wszystkie godziny według strefy czasowej UTC±00:00.

### Grupa A
Tabela
| Lp. | Drużyna           | Pkt | Mecze | Mecze | Mecze | Sety | Sety | Sety  | Małe punkty | Małe punkty | Małe punkty |
| Lp. | Drużyna           | Pkt | M     | W     | P     | wyg. | prz. | ratio | zdob.       | str.        | ratio       |
| --- | ----------------- | --- | ----- | ----- | ----- | ---- | ---- | ----- | ----------- | ----------- | ----------- |
| 1 | Þróttur Reykjavík | 6   | 3     | 3     | 0     | 6    | 0    | MAX   | 150         | 83          | 1.81        |
| 2 | Hrunamenn         | 4   | 2     | 2     | 1     | 4    | 3    | 1.33  | 138         | 129         | 1.07        |
| 3 | Hamar             | 2   | 2     | 1     | 2     | 2    | 4    | 0.50  | 107         | 143         | 0.75        |
| 4 | UMFG              | 0   | 3     | 0     | 3     | 1    | 6    | 0.17  | 120         | 160         | 0.75        |
| Źródło: blak.is Zasady ustalania kolejności: 1. liczba zdobytych punktów; 2. wyższe ratio setowe; 3. wyższe ratio małych punktów. Punktacja: zwycięstwo - 2 pkt, porażka - 0 pkt awans do półfinału awans do drugiej rundy |                   |     |       |       |       |      |      |       |             |             |             |

Wyniki spotkań
| Data       | Godzina | Drużyna 1         | Wynik | Drużyna 2         | Set 1 | Set 2 | Set 3 | Razem |
| ---------- | ------- | ----------------- | ----- | ----------------- | ----- | ----- | ----- | ----- |
| 28.11.2009 | 15:00   | Þróttur Reykjavík | 2:0   | UMFG              | 25:14 | 25:19 |       | 50:33 |
| 28.11.2009 | 16:10   | Hrunamenn         | 2:0   | Hamar             | 25:14 | 25:21 |       | 50:35 |
| 28.11.2009 | 17:20   | UMFG              | 1:2   | Hrunamenn         | 11:25 | 25:20 | 8:15  | 44:60 |
| 28.11.2009 | 18:30   | Hamar             | 0:2   | Þróttur Reykjavík | 9:25  | 13:25 |       | 22:50 |
| 29.11.2009 | 11:10   | Hamar             | 2:0   | UMFG              | 25:20 | 25:23 |       | 50:43 |
| 29.11.2009 | 11:10   | Þróttur Reykjavík | 2:0   | Hrunamenn         | 25:10 | 25:18 |       | 50:28 |

### Grupa B
Tabela
| Lp. | Drużyna             | Pkt | Mecze | Mecze | Mecze | Sety | Sety | Sety  | Małe punkty | Małe punkty | Małe punkty |
| Lp. | Drużyna             | Pkt | M     | W     | P     | wyg. | prz. | ratio | zdob.       | str.        | ratio       |
| --- | ------------------- | --- | ----- | ----- | ----- | ---- | ---- | ----- | ----------- | ----------- | ----------- |
| 1 | Stjarnan            | 6   | 3     | 3     | 0     | 6    | 1    | 6.00  | 166         | 133         | 1.25        |
| 2 | HK                  | 2   | 2     | 1     | 2     | 3    | 4    | 0.75  | 151         | 148         | 1.02        |
| 3 | Þróttur Neskaupstað | 2   | 2     | 1     | 2     | 3    | 4    | 0.75  | 146         | 152         | 0.96        |
| 4 | KA                  | 2   | 3     | 1     | 2     | 2    | 5    | 0.40  | 130         | 160         | 0.81        |
| Źródło: blak.is Zasady ustalania kolejności: 1. liczba zdobytych punktów; 2. wyższe ratio setowe; 3. wyższe ratio małych punktów. Punktacja: zwycięstwo - 2 pkt, porażka - 0 pkt awans do półfinału awans do drugiej rundy |                     |     |       |       |       |      |      |       |             |             |             |

Wyniki spotkań
| Data       | Godzina | Drużyna 1           | Wynik | Drużyna 2           | Set 1 | Set 2 | Set 3 | Razem |
| ---------- | ------- | ------------------- | ----- | ------------------- | ----- | ----- | ----- | ----- |
| 28.11.2009 | 15:00   | KA                  | 2:1   | Þróttur Neskaupstað | 18:25 | 25:22 | 15:13 | 58:60 |
| 28.11.2009 | 16:10   | HK                  | 1:2   | Stjarnan            | 27:29 | 25:22 | 5:15  | 57:66 |
| 28.11.2009 | 18:00   | Stjarnan            | 2:0   | KA                  | 25:20 | 25:20 |       | 50:40 |
| 28.11.2009 | 18:00   | Þróttur Neskaupstað | 2:0   | HK                  | 25:22 | 25:22 |       | 50:44 |
| 29.11.2009 | 11:10   | Stjarnan            | 2:0   | Þróttur Neskaupstað | 25:13 | 25:23 |       | 50:36 |
| 29.11.2009 | 11:10   | KA                  | 0:2   | HK                  | 18:25 | 14:25 |       | 32:50 |

## Druga runda
- Miejsce: KA Heimilið 1 / KA Heimilið 2, Akureyri
- Wszystkie godziny według strefy czasowej UTC±00:00.

### Tabela
| Lp. | Drużyna             | Pkt | Mecze | Mecze | Mecze | Sety | Sety | Sety  | Małe punkty | Małe punkty | Małe punkty |
| Lp. | Drużyna             | Pkt | M     | W     | P     | wyg. | prz. | ratio | zdob.       | str.        | ratio       |
| --- | ------------------- | --- | ----- | ----- | ----- | ---- | ---- | ----- | ----------- | ----------- | ----------- |
| 1 | KA                  | 10  | 5     | 5     | 0     | 10   | 0    | MAX   | 250         | 142         | 1.76        |
| 2 | HK                  | 8   | 5     | 4     | 1     | 8    | 2    | 4.00  | 231         | 198         | 1.17        |
| 3 | Þróttur Neskaupstað | 6   | 5     | 3     | 2     | 6    | 7    | 0.86  | 243         | 261         | 0.93        |
| 4 | Hrunamenn           | 2   | 5     | 1     | 4     | 4    | 9    | 0.44  | 250         | 279         | 0.90        |
| 5 | Hamar               | 2   | 5     | 1     | 4     | 4    | 9    | 0.44  | 234         | 270         | 0.87        |
| 6 | UMFG                | 2   | 5     | 1     | 4     | 4    | 9    | 0.44  | 220         | 278         | 0.79        |
| Źródło: blak.is Zasady ustalania kolejności: 1. liczba zdobytych punktów; 2. wyższe ratio setowe; 3. wyższe ratio małych punktów. Punktacja: zwycięstwo - 2 pkt, porażka - 0 pkt awans do półfinału |                     |     |       |       |       |      |      |       |             |             |             |

### Wyniki spotkań
| Data       | Godzina | Drużyna 1           | Wynik | Drużyna 2           | Set 1 | Set 2 | Set 3 | Razem |
| ---------- | ------- | ------------------- | ----- | ------------------- | ----- | ----- | ----- | ----- |
| 12.02.2010 | 18:30   | UMFG                | 0:2   | HK                  | 20:25 | 17:25 |       | 37:50 |
| 12.02.2010 | 19:30   | KA                  | 2:0   | Hamar               | 25:14 | 25:11 |       | 50:25 |
| 12.02.2010 | 20:30   | HK                  | 2:0   | Þróttur Neskaupstað | 25:19 | 25:17 |       | 50:36 |
| 12.02.2010 | 21:30   | Hamar               | 1:2   | Hrunamenn           | 17:25 | 25:22 | 15:17 | 57:64 |
| 12.02.2010 | 21:30   | KA                  | 2:0   | UMFG                | 25:9  | 25:15 |       | 50:24 |
| 13.02.2010 | 8:30    | UMFG                | 2:1   | Hrunamenn           | 25:16 | 19:25 | 15:13 | 59:54 |
| 13.02.2010 | 8:30    | Hamar               | 0:2   | HK                  | 16:25 | 19:25 |       | 35:50 |
| 13.02.2010 | 9:30    | Þróttur Neskaupstað | 0:2   | KA                  | 15:25 | 12:25 |       | 27:50 |
| 13.02.2010 | 10:30   | Hrunamenn           | 0:2   | HK                  | 22:25 | 18:25 |       | 40:50 |
| 13.02.2010 | 11:30   | Þróttur Neskaupstað | 2:1   | Hamar               | 25:19 | 16:25 | 15:10 | 56:54 |
| 13.02.2010 | 12:30   | UMFG                | 1:2   | Þróttur Neskaupstað | 25:21 | 13:25 | 12:15 | 50:61 |
| 13.02.2010 | 12:30   | KA                  | 2:0   | Hrunamenn           | 25:19 | 25:16 |       | 50:35 |
| 13.02.2010 | 13:30   | Hamar               | 2:1   | UMFG                | 23:25 | 25:17 | 15:8  | 63:50 |
| 13.02.2010 | 14:30   | Hrunamenn           | 1:2   | Þróttur Neskaupstað | 25:23 | 23:25 | 9:15  | 57:63 |
| 13.02.2010 | 14:30   | HK                  | 0:2   | KA                  | 15:25 | 16:25 |       | 31:50 |

## Turniej finałowy
- Miejsce: Laugardalshöll, Reykjavík
- Wszystkie godziny według strefy czasowej UTC±00:00.

### Półfinały
| Data       | Godzina | Drużyna 1         | Wynik | Drużyna 2 | Set 1 | Set 2 | Set 3 | Set 4 | Set 5 | Razem  |
| ---------- | ------- | ----------------- | ----- | --------- | ----- | ----- | ----- | ----- | ----- | ------ |
| 13.03.2010 | 16:00   | Þróttur Reykjavík | 0:3   | KA        | 21:25 | 17:25 | 20:25 |       |       | 58:75  |
| 13.03.2010 | 18:00   | Stjarnan          | 3:2   | HK        | 25:18 | 25:16 | 20:25 | 17:25 | 16:14 | 103:98 |

### Finał
| Data       | Godzina | Drużyna 1 | Wynik | Drużyna 2 | Set 1 | Set 2 | Set 3 | Set 4 | Set 5 | Razem  |
| ---------- | ------- | --------- | ----- | --------- | ----- | ----- | ----- | ----- | ----- | ------ |
| 14.03.2010 | 15:30   | KA        | 3:2   | Stjarnan  | 19:25 | 25:8  | 21:25 | 25:11 | 15:3  | 105:72 |